# Nusa infumata
Nusa infumata är en tvåvingeart som först beskrevs av Friedrich Hermann Loew 1851.  Nusa infumata ingår i släktet Nusa och familjen rovflugor. Inga underarter finns listade i Catalogue of Life.